# Andraž Kirm
Andraž Kirm, né le 6 septembre 1984 à Ljubljana, est un footballeur international slovène. Il occupe le poste d'attaquant au NK Bravo.

## Carrière

### En club
Après avoir commencé sa carrière dans le petit club du NK Smartno à l'âge de treize ans, Andraž Kirm rejoint en 2002 le NK Slovan, club réputé en Slovénie pour faire confiance aux jeunes joueurs. En 2004, il quitte le NK Slovan pour le NK Svoboda, une autre équipe de la capitale Ljubljana, sa ville natale. Vite intégré au groupe, il attire les recruteurs des clubs de première division. Après une seule saison au NK Svoboda, Andraž Kirm signe au NK Domžale.
Après une première partie de saison plutôt difficile, Kirm s'impose dans sa nouvelle équipe, et se classe à la deuxième place. Au fil des mois, il devient le joueur phare de l'équipe, et enchaîne les rencontres. En 2007 et en 2008, il devient même champion du pays, inscrivant donc une nouvelle page dans l'histoire du club. Sur une très bonne dynamique, Kirm est courtisé par plusieurs clubs européens, comme le Chievo Vérone, mais décide de rester à Domžale pour aider le club à franchir plusieurs tours en Ligue des champions. Mais Domžale n'atteint que le second tour préliminaire, éliminé par le Dinamo Zagreb. En championnat, les résultats décevants se succèdent, et le club termine la saison 2008-2009 à la cinquième place, non qualificative pour la Coupe d'Europe.
Le 2 juillet 2009, Andraž Kirm rejoint pour cinq saisons le Wisła Cracovie, champion de Pologne en titre et qualifié pour le second tour de la Ligue des Champions, quelques jours après y avoir passé des essais. Le 1er août, il fait ses débuts en Ekstraklasa contre le Ruch Chorzów. Le 30 octobre, il marque son premier but contre le Korona Kielce.

### En sélection
Andraž Kirm fait ses débuts avec la sélection slovène le 22 août 2007, en match amical contre le Monténégro, disputé à Podgorica et conclu sur le score nul d'un but partout. Dès sa deuxième rencontre, il délivre une passe décisive pour Novakovič face au Luxembourg, lors des éliminatoires de l'Euro 2008. Depuis l'été 2007, il est régulièrement appelé par le sélectionneur Matjaž Kek, devenant même l'un des éléments les plus importants de son effectif. Le 12 août 2009, il inscrit son premier but contre Saint-Marin, lors de la large victoire de son équipe cinq buts à zéro. Quelques semaines plus tard, il s'illustre contre la Pologne en donnant deux « offrandes » à ses attaquants, mettant ainsi fin aux chances de qualification de ses coéquipiers en club. Grand artisan de la deuxième place acquise par son pays, ayant pris part à toutes les rencontres des éliminatoires, il dispute également les deux matches de barrage. Face à la Russie, les Slovènes déjouent les pronostics et se qualifient pour la Coupe du monde 2010.

### Palmarès
NK Domžale
- Champion de Slovénie : 2007, 2008
- Vainqueur de la Supercoupe de Slovénie : 2007

 Wisła Cracovie
- Champion de Pologne : 2011